# 1700-talet
1700-talet var ett århundrade inom den kristna-västerländska tideräkningen, som varade mellan 1 januari 1700 och 31 december 1799.

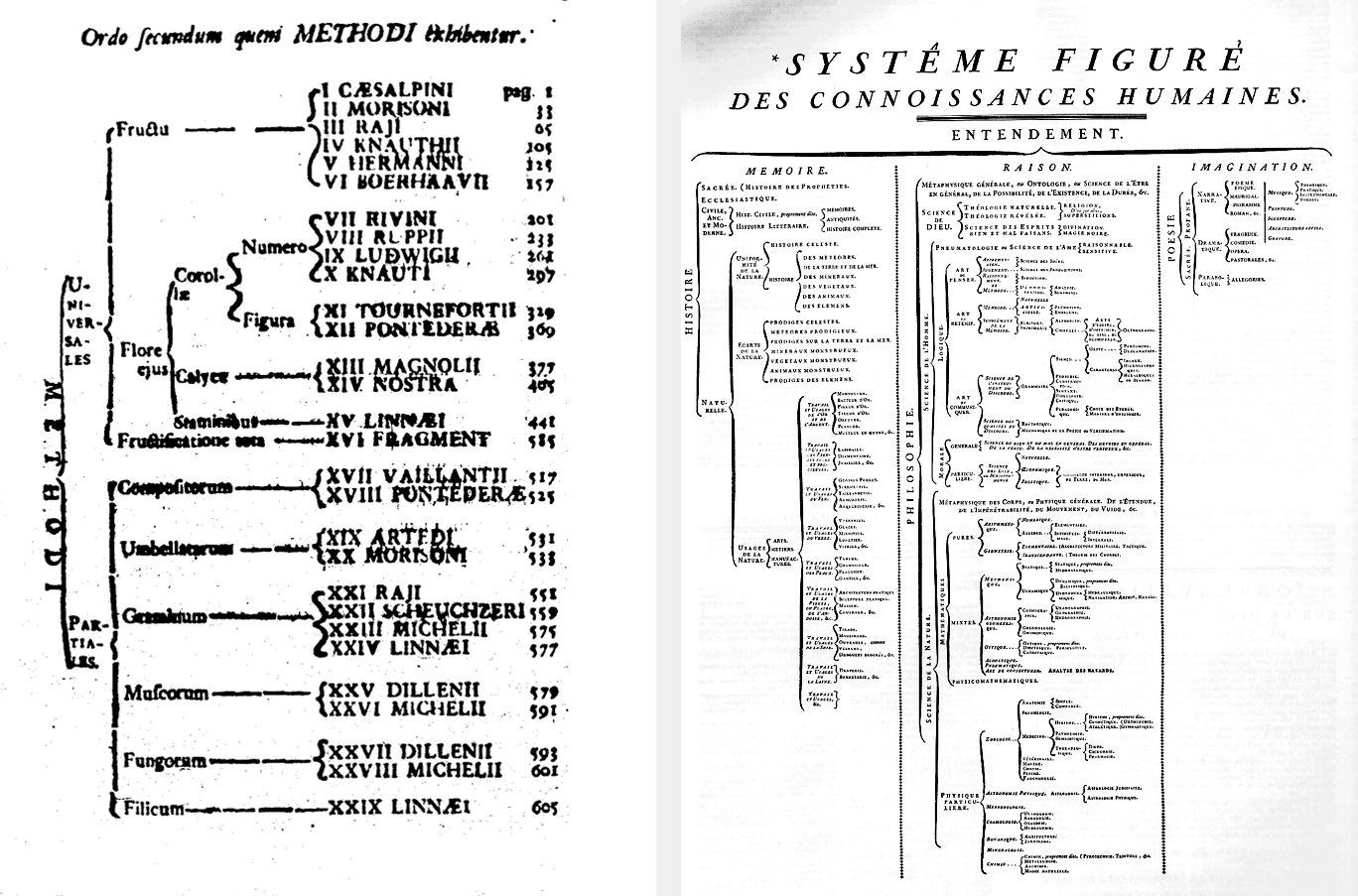
Världen undersöks och ordnas - till vänster Carl von Linnés metod för klassificering av växter ur Classes Plantarum 1738, till höger schema över mänskligt vetande med huvudkategorierna minne, förnuft och fantasi, ur Denis Diderots Encyclopédie 1751–1777.

## Händelser

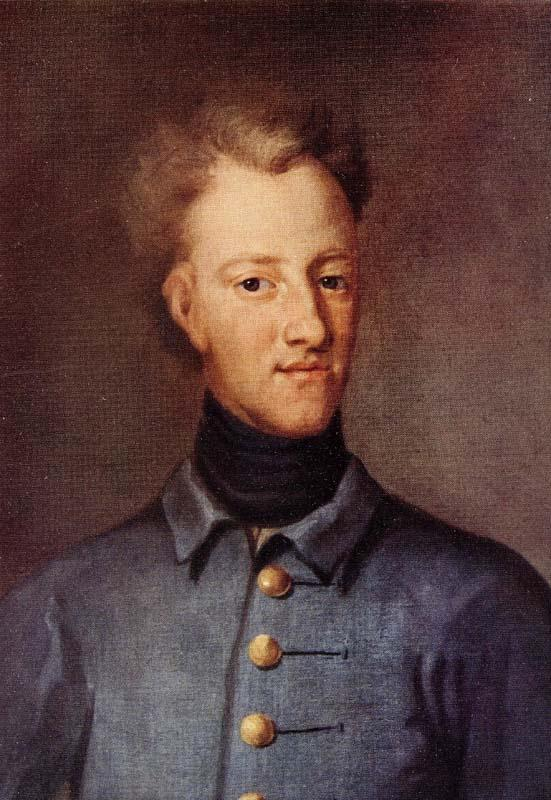
Karl XII av David von Krafft, 1706

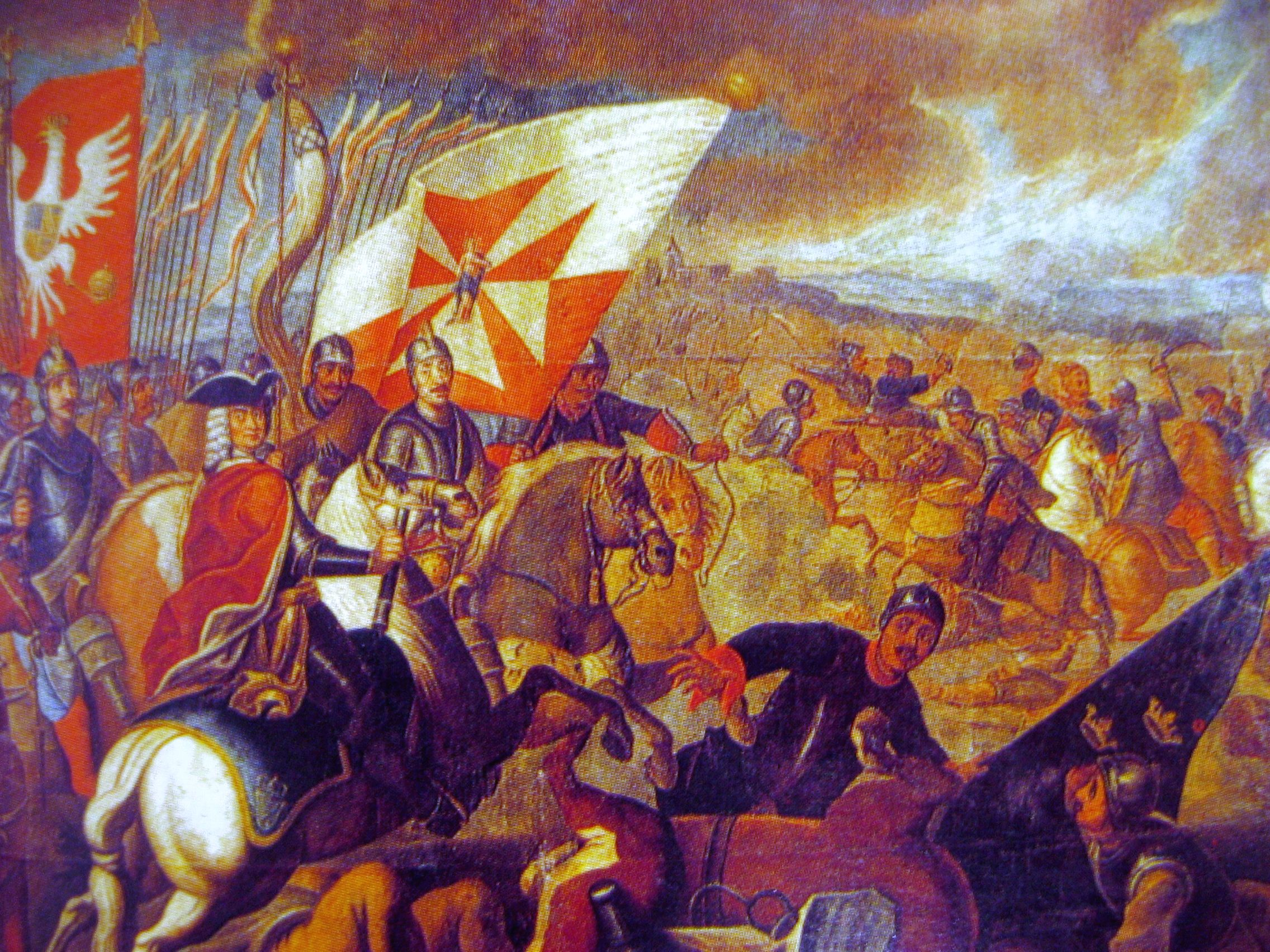
Slaget vid Kalisch under Stora nordiska kriget.

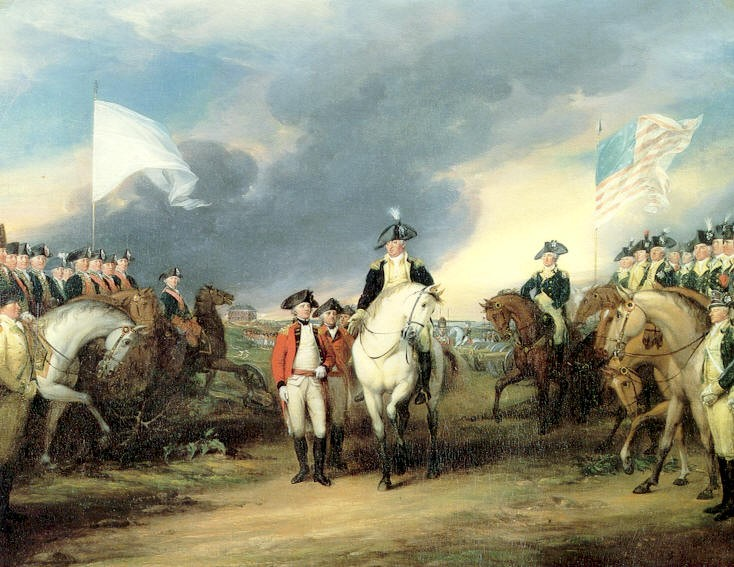
Amerikanska Revolutionskriget. Målning 1797.

Franska revolutionen. Akvarell 1789.

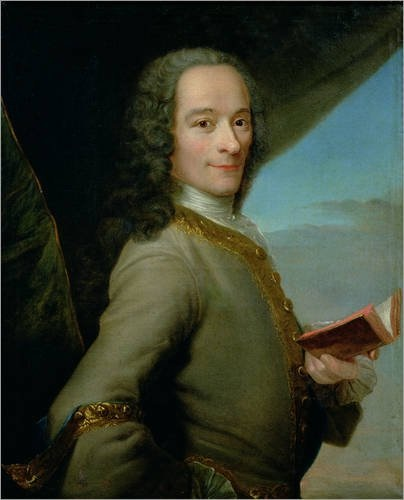
Voltaire 1752

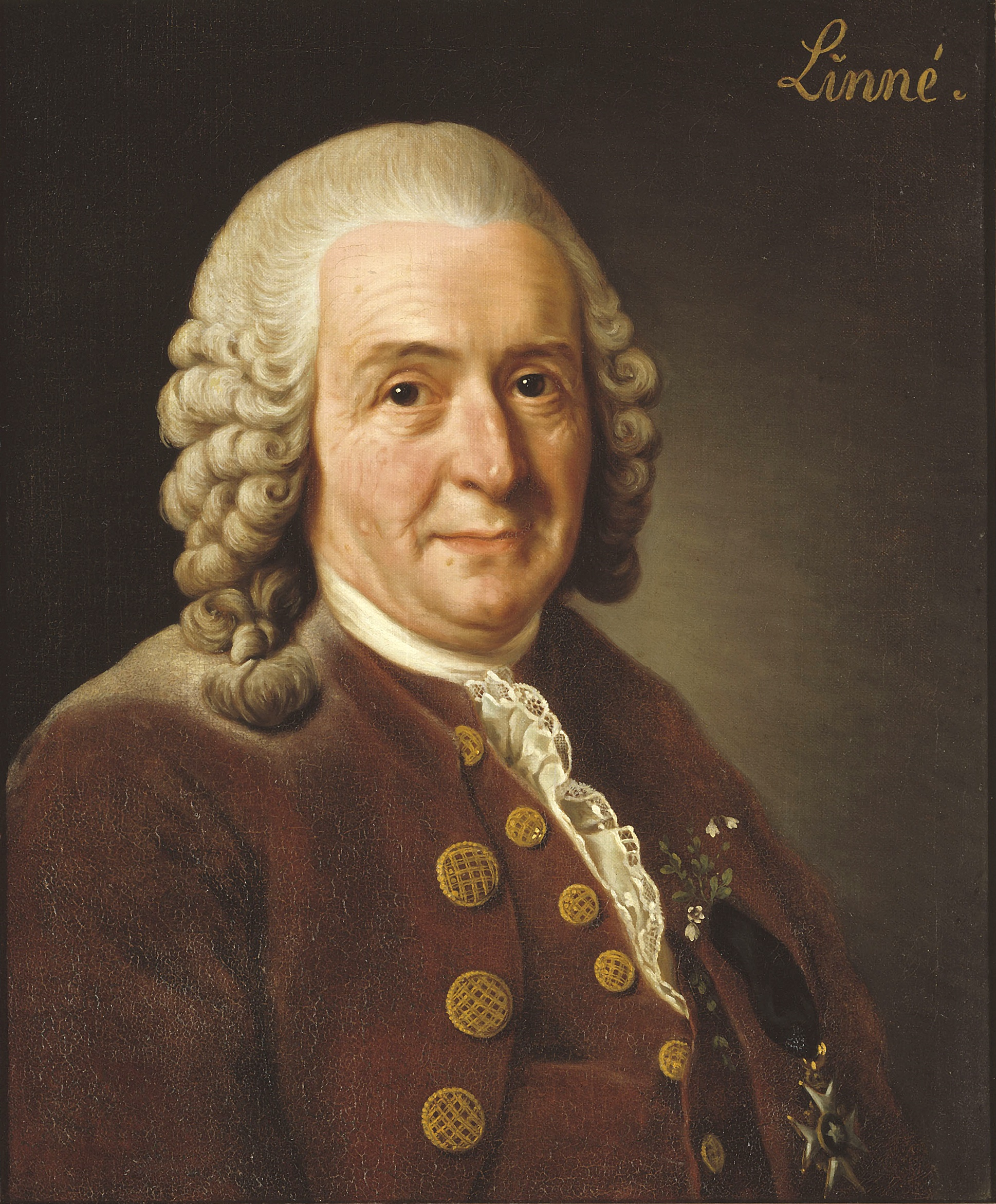
Linné, målning av Roslin 1775.

Newcomens atmosfäriska ångmaskin.

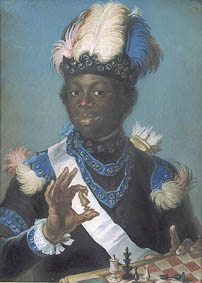
Gustav Badin, tjänare hos Lovisa Ulrika, pastell av Lundberg ca 1770.

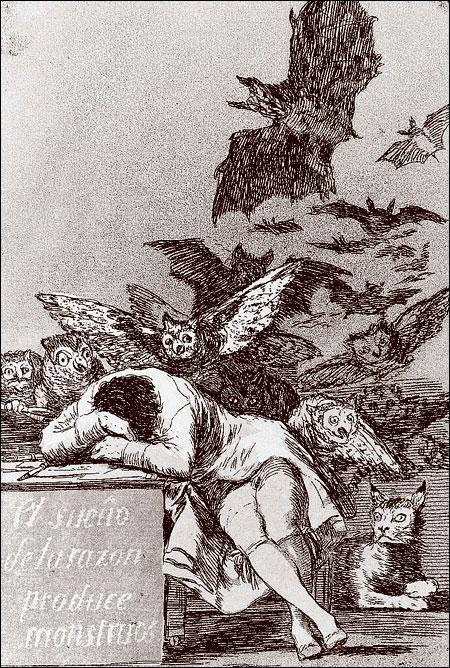
När förnuftet sover, Goya 1798.

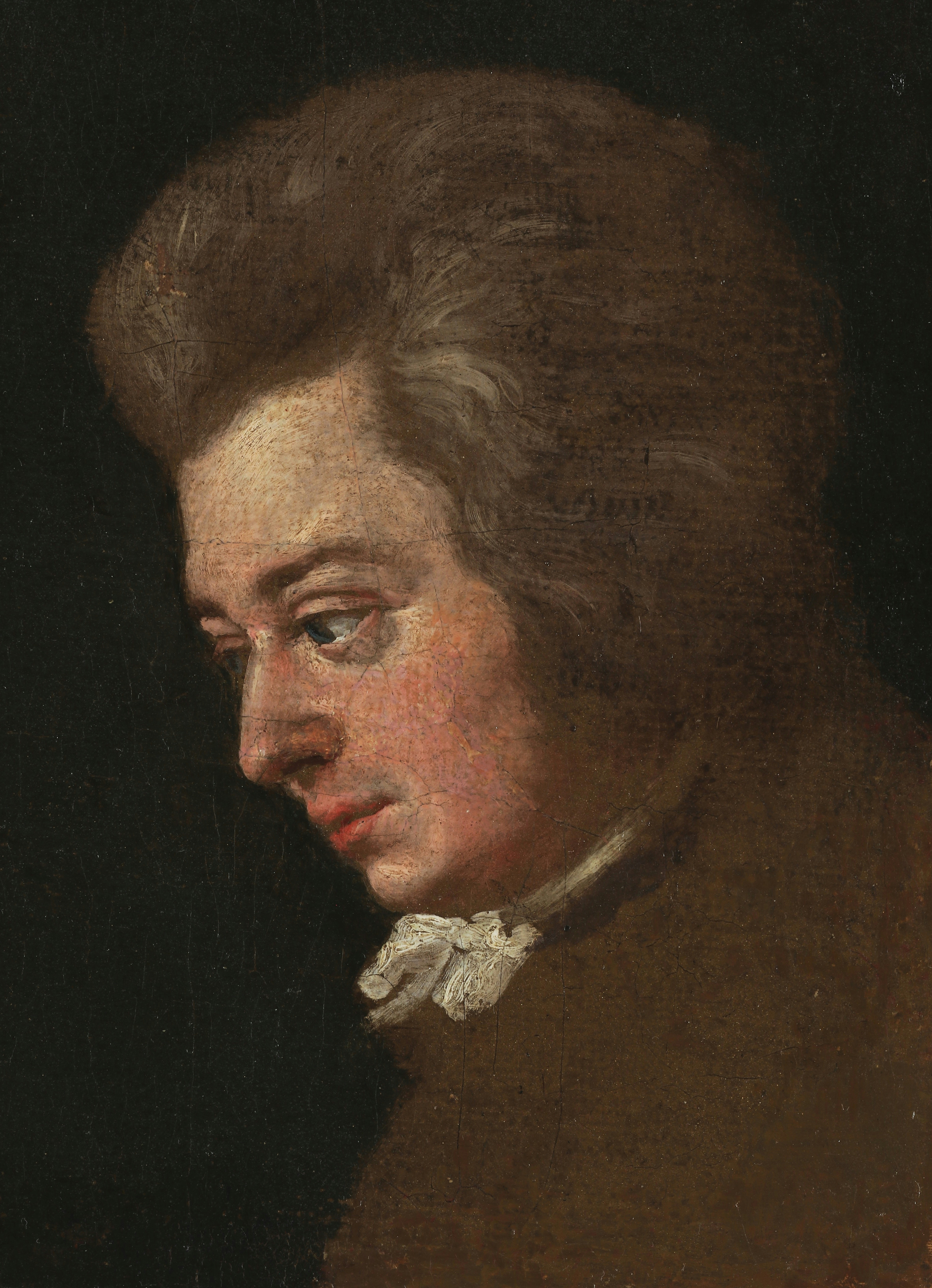
Mozart 1790.

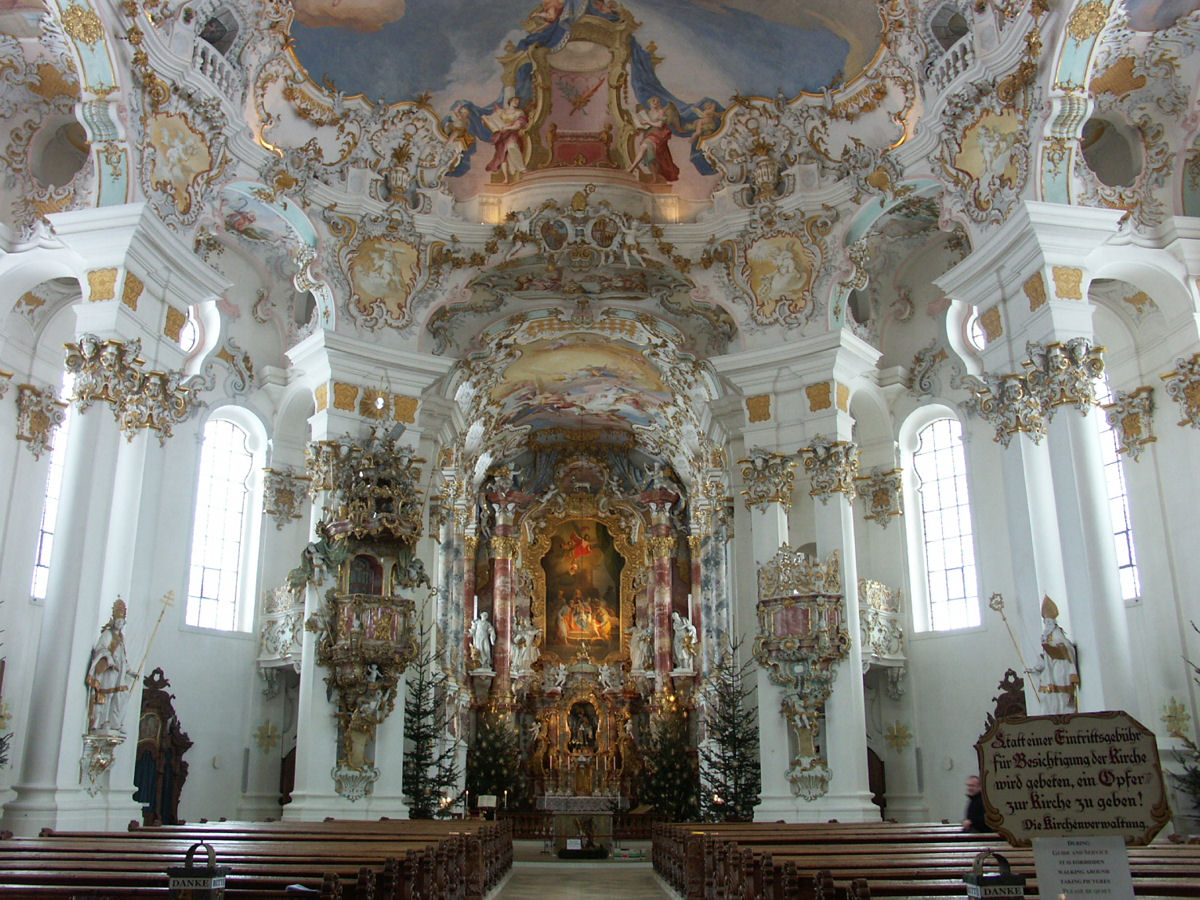
Vallfartskyrkan i Wies.

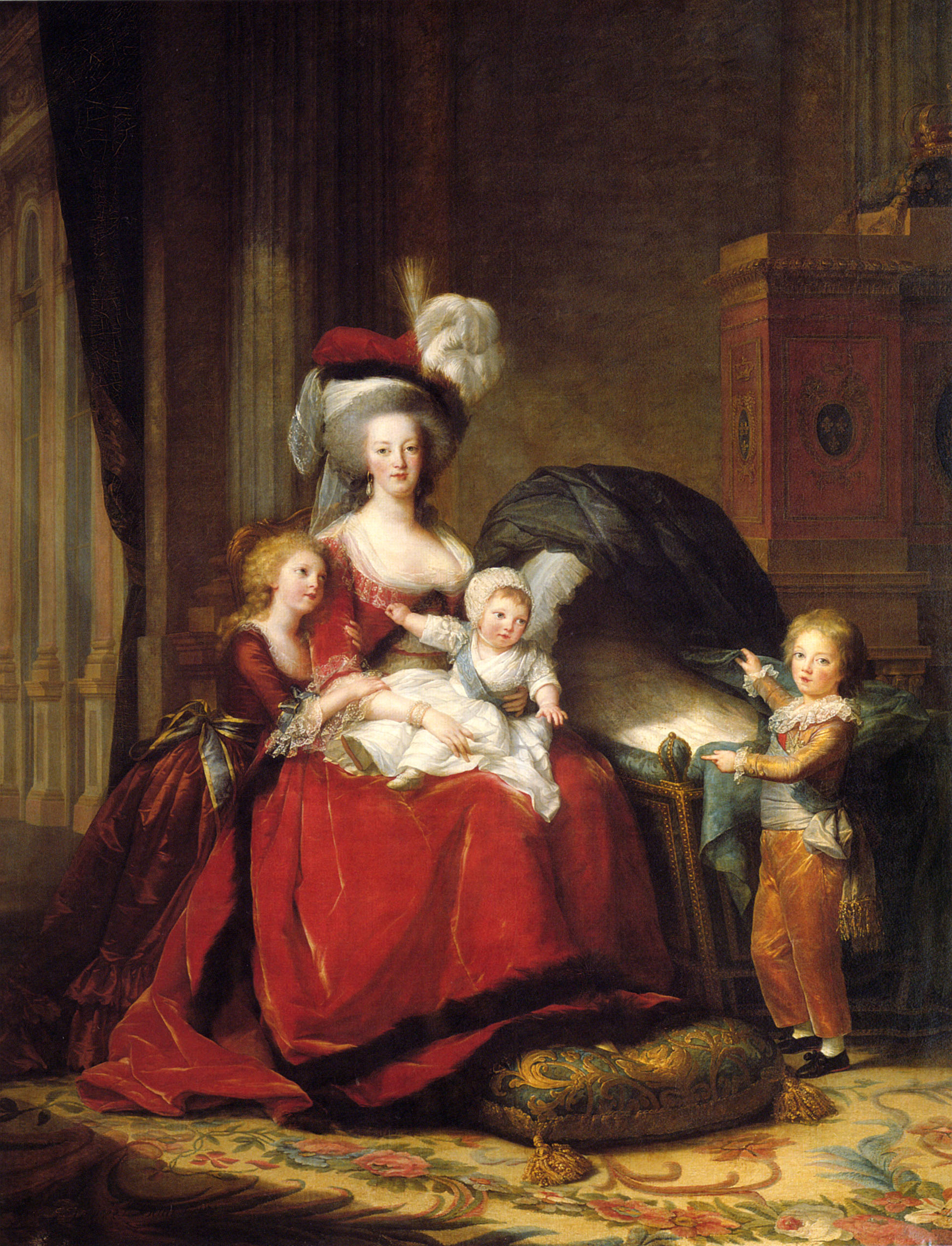
Marie-Antoinette med barn, av Vigée-Lebrun 1787.

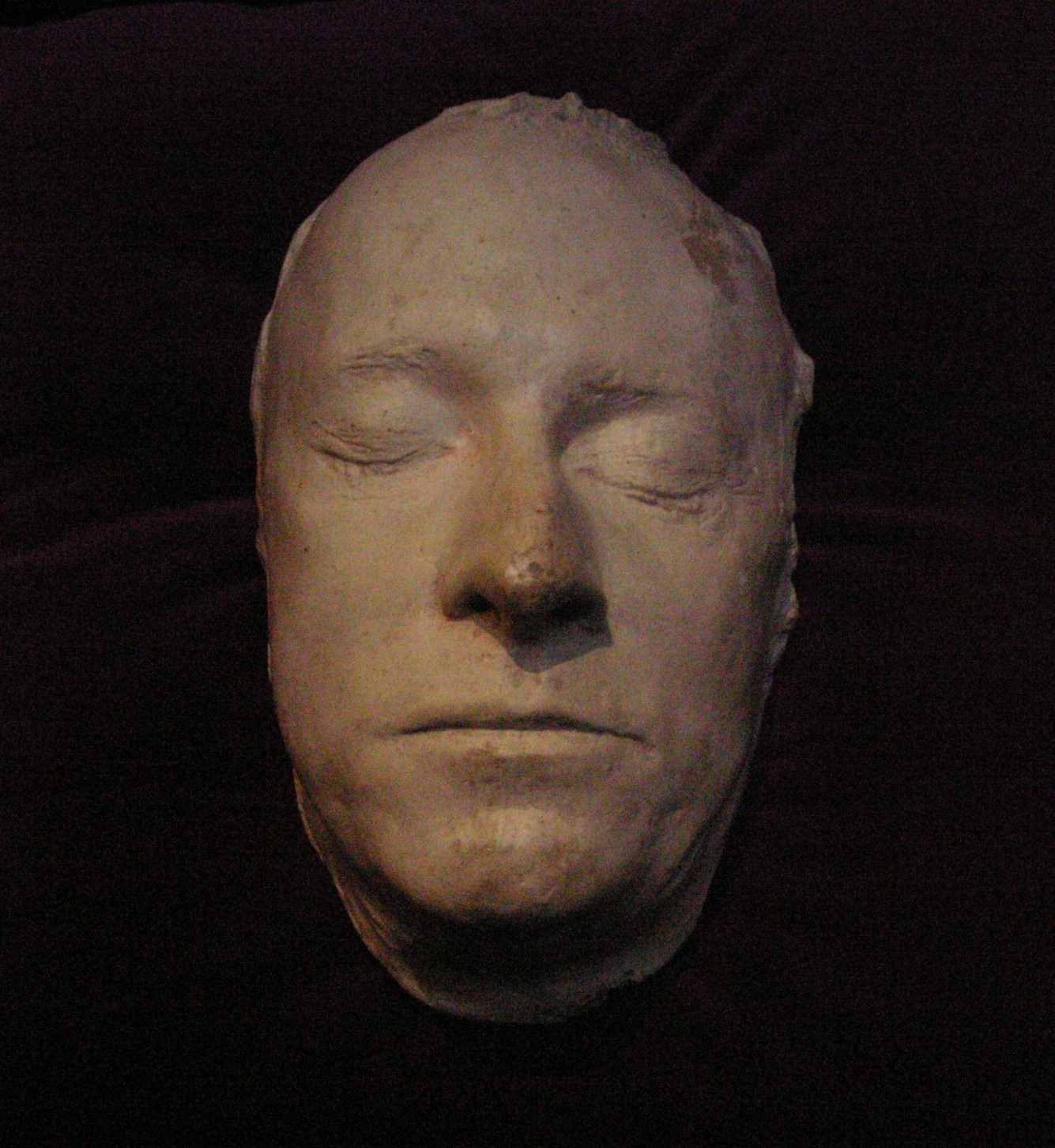
Gustav III:s dödsmask.

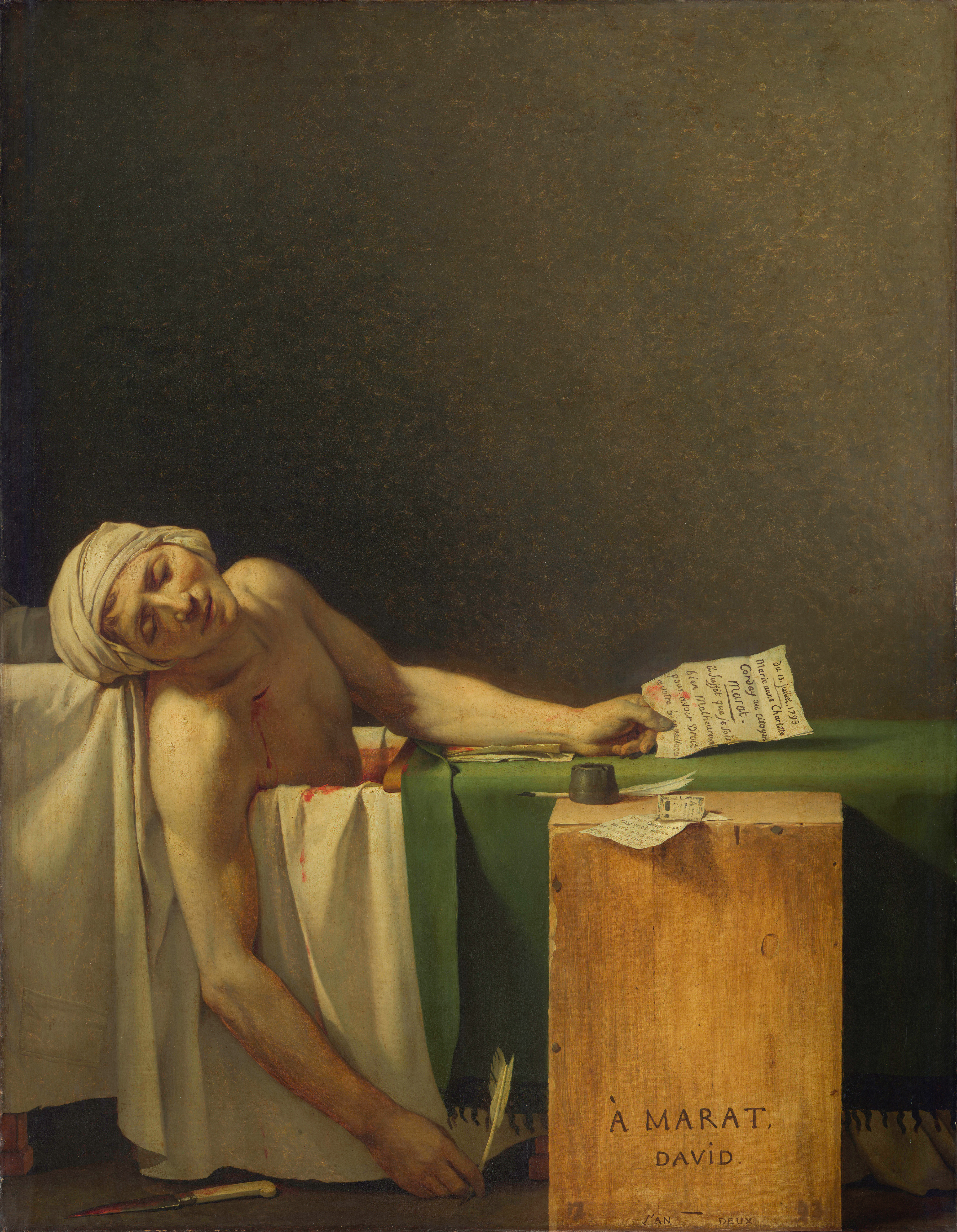
Marats död, av David 1793.

### Krig och politik
- 1700–1721 – Stora nordiska kriget utkämpas av Sverige i allians med hertigdömet Holstein-Gottorp och Osmanska riket med flera stater, mot bland andra Danmark-Norge, Ryssland och Preussen.
- 1701–1714 – Spanska tronföljdskriget mellan Frankrike, Bayern, hertigdömet Mantua samt Savojen, och Österrike, England, Nederländerna, Preussen och Tysk-romerska riket.
- 1703 – Peter den store av Ryssland grundar St Petersburg.
- 1707 – Genom unionstraktaten Treaty of Union 1707 går kungarikerna England och Skottland samman i union och bildar Kungariket Storbritannien.
- 1709 – Svenskarna besegras av ryssarna i slaget vid Poltava
- 1710–1713 – Länderna kring Östersjön drabbas av pesten.
- 1718 – Sveriges stormaktstid tar slut i och med att Karl XII blir skjuten.
- 1719 – Det kungliga enväldet upphävs i Sverige och den så kallade frihetstiden inleds. Frihetstiden varar till Gustav III:s statsvälvning 1772.
- 1731 – Svenska Ostindiska Companiet grundas
- 1740–1748 – Österrikiska tronföljdskriget utkämpas.
- 1740 – Fredrik den store (bror till svenska drottningen Lovisa Ulrika) blir kung av Preussen.
- 1756–1763 – Europeiska sjuårskriget utkämpas mellan Tysk-romerska riket, Frankrike, Ryssland och Sverige på ena sidan och Preussen och Storbritannien på den andra.
- 1768–1784 – Rysk-turkiska kriget utkämpas.
- 1772 – Gustav III genomför en statsvälvning och inför en ny regeringsform som ger mer makt åt kungen
- 1775–1783 – USA gör sig självständigt från Storbritannien genom amerikanska revolutionskriget.
- 1776 – Den 4 juli förklarar sig 13 brittiska kolonier på den nordamerikanska kontinenten självständiga som unionen USA.
- 1783 – Ryssland, under tsarinnan Katarina II, annekterar khanatet Krim vid Svarta havet.
- 1783 – Jordreformen enskiftet införs i Skåne med början i byarna under Svaneholms slott i Skurups socken.
- 1787 – Den amerikanska konstitutionen, med Bill of Rights, antas av ett konstitutionskonvent i Philadelphia.
- 1787 – Frigivna slavar från London grundar Freetown i dagens Sierra Leone i västra Afrika.
- 1789–1799 – Fransmännen gör uppror mot den franska kungamakten och adelsväldet i franska revolutionen.
- 1790–1795 – Kriget mot ohioindianerna mellan indianer och amerikanska kolonisatörer i de nuvarande staterna Ohio, Michigan, Indiana och Illinois.
- 1792 – Gustav III mördas på en maskeradbal på Operan.
- 1792 – New York Stock & Exchange Board, föregångare till New York Stock Exchange, grundas.
- 1793 – Franske kungen Ludvig XVI avrättas med giljotinen.
- 1795 – Polen-Litauen delas mellan  Preussen och Ryssland och upphör att existera i 123 år, innan Polen återigen blir en självständig nation till följd av Första världskrigets slut.
- 1799 – Napoleon Bonaparte genomför en statskupp i Frankrike och väljs till förste konsul.

### Naturkatastrofer
- 1755 – Lissabon skakas av en jordbävning som förstör stora delar av staden och kräver 40 000 människoliv.
- 1783 – Jordbävningarna i Kalabrien 1783 kräver 50 000 människoliv under vårvintern.
- 1783 – Vulkanen Laki på Island får ett utbrott.